# سنديان

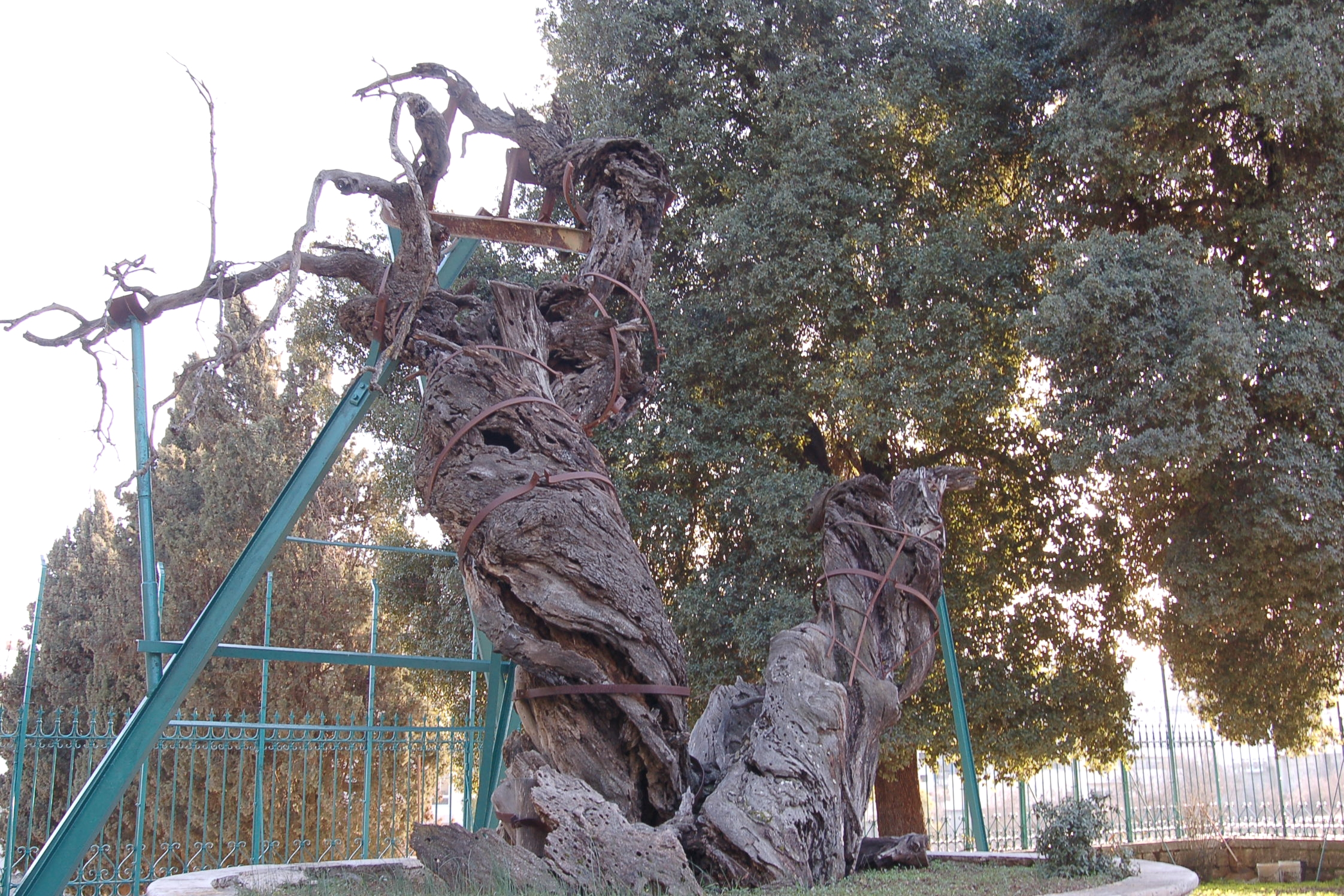
بلوطة إبراهيم التاريخية في مدينة الخليل بالضفة الغربية

السِّنْدِيان أو البلوط (الاسم العلمي: Quercus) جنس نباتي من الفصيلة الزانيَّة، يضم أنواعا كثيرة من السنديان والبلوط بعضها شجيري وكثير من الأشجار الضخمة والمعمرة قد تبلغ من العمر ما بين 500 - 2000 سنة.
هناك أكثر من 600 نوع من أنواع السنديان والبلوط تنمو كلها تقريبًا بصورة طبيعية في النصف الشمالي للكرة الأرضية. ويطلق على العديد من الأشجار، وبخاصة في أستراليا، لفظ بلوط، لكنها في الواقع لاتمت لفصيلة البلوط بصلة.
تتنوع أشجار البلوط تنوعاً واسعا من حيث الحجم وطريقة نموها. ولاتصل أطوال بعض أنواع البلوط إلى أطول من الشجيرات الصغيرة، بينما يصل بعضها الآخر إلى ارتفاعات أعلى من 30 مترا. ولايفقد العديد من أنواع البلوط النامي في الجو الدافئ أوراقه في فصل الخريف. وهذا النوع من الأشجار يطلق عليه دائم الخضرة. لكنَّ معظم الأنواع الموجودة في الأقاليم الباردة تكون متساقطة الأوراق وهي التي تسقط أوراقها في فصل الخريف من كل عام. تتحول أوراق العديد من أنواع البلوط المتساقطة الأوراق في الخريف المبكِّر إلى ألوان جميلة كالأحمر الداكن أو البنيّ الذهبيّ.

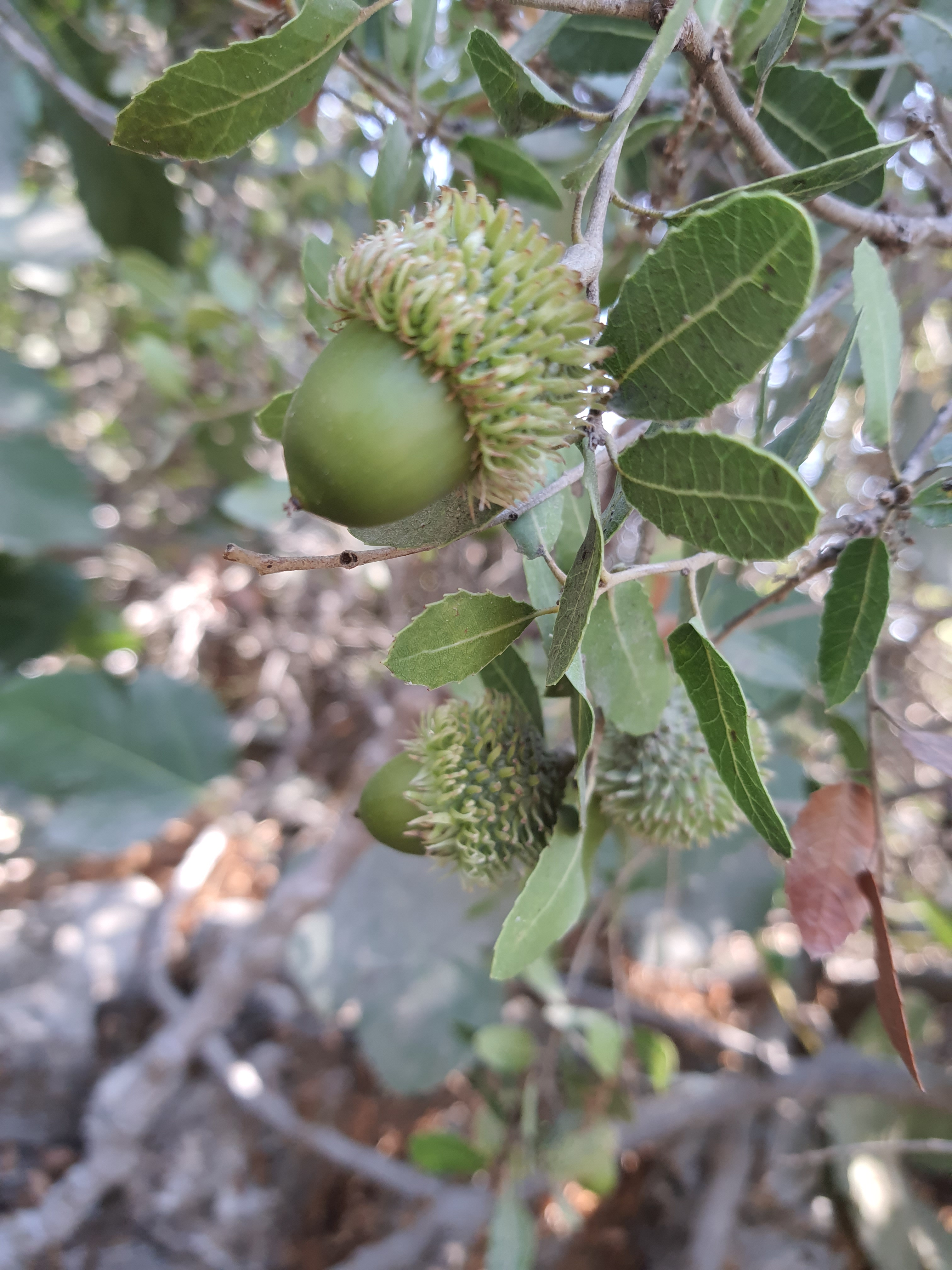
ثمار بلوط في فلسطين

وتنتج أشجار البلوط، في الربيع، أزهارًا صغيرة خضراء مصفرة. تعطي الأزهار المذكرة كميات ضخمةً من اللقاح. وتحمل الرياح اللقاح إلى الأزهار المؤنثة وتقوم بتلقيحها. وتتحول الزهرة المؤنثة، بمجرد تلقيحها إلى جوزة البلوطة. وجوزة البلوطة هي ثمرة شجرة البلوط. وتختلف ثمار البلوط في الطول من أقل من 13 ملم إلى أكثر من 50 ملم.
تنمو أشجار البلوط ببطء، وفي العادة لا تحمل ثمارًا حتى تبلغ حوالي 20 سنة من العمر. لكن تعيش هذه الأشجار عادة لوقت طويل يتراوح بين 200 و400 سنة.منها بلوطة إبراهيم في مدينة الخليل بالضفة الغربية.

## معرض الصور

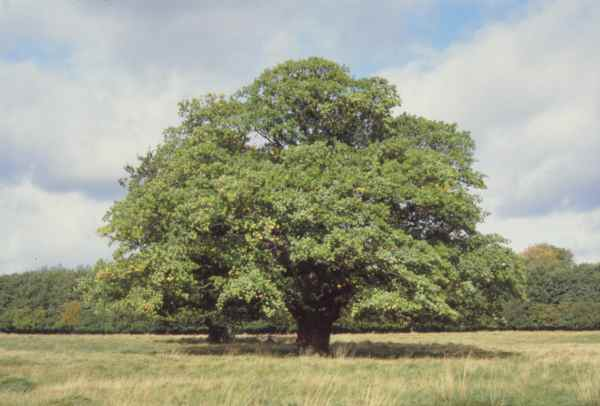
شجرة سنديان في الدنمارك
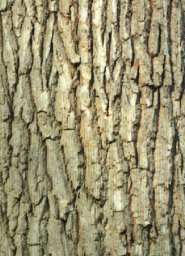
جذع شجرة سنديان
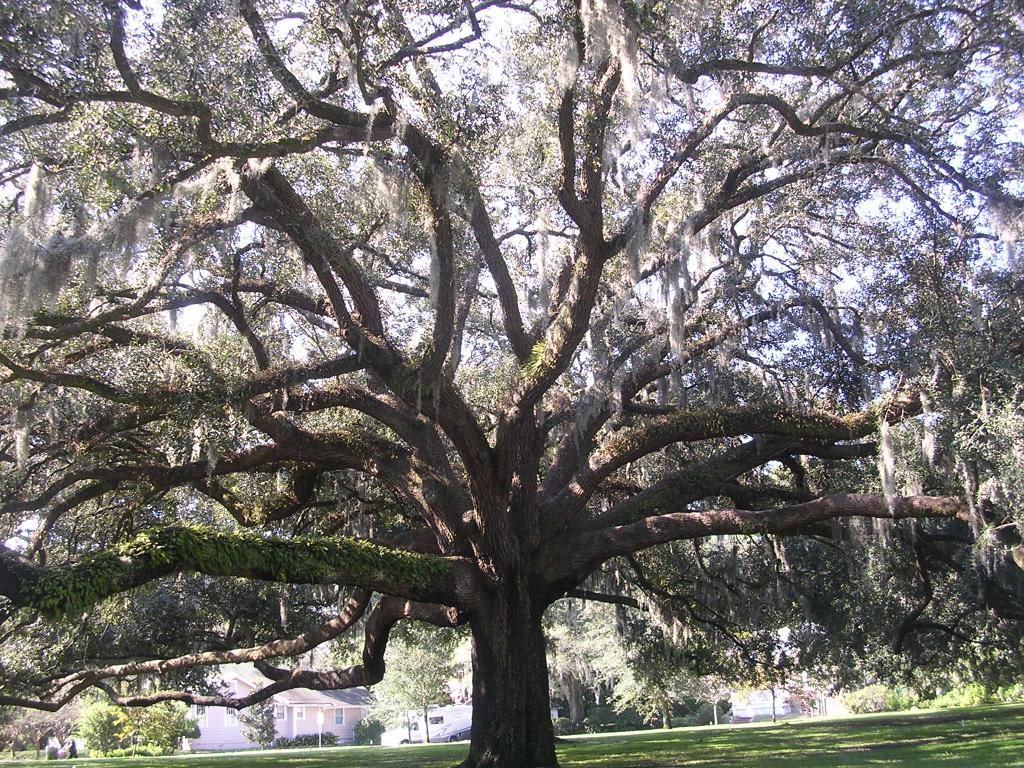
شجرة سنديان ضخمة
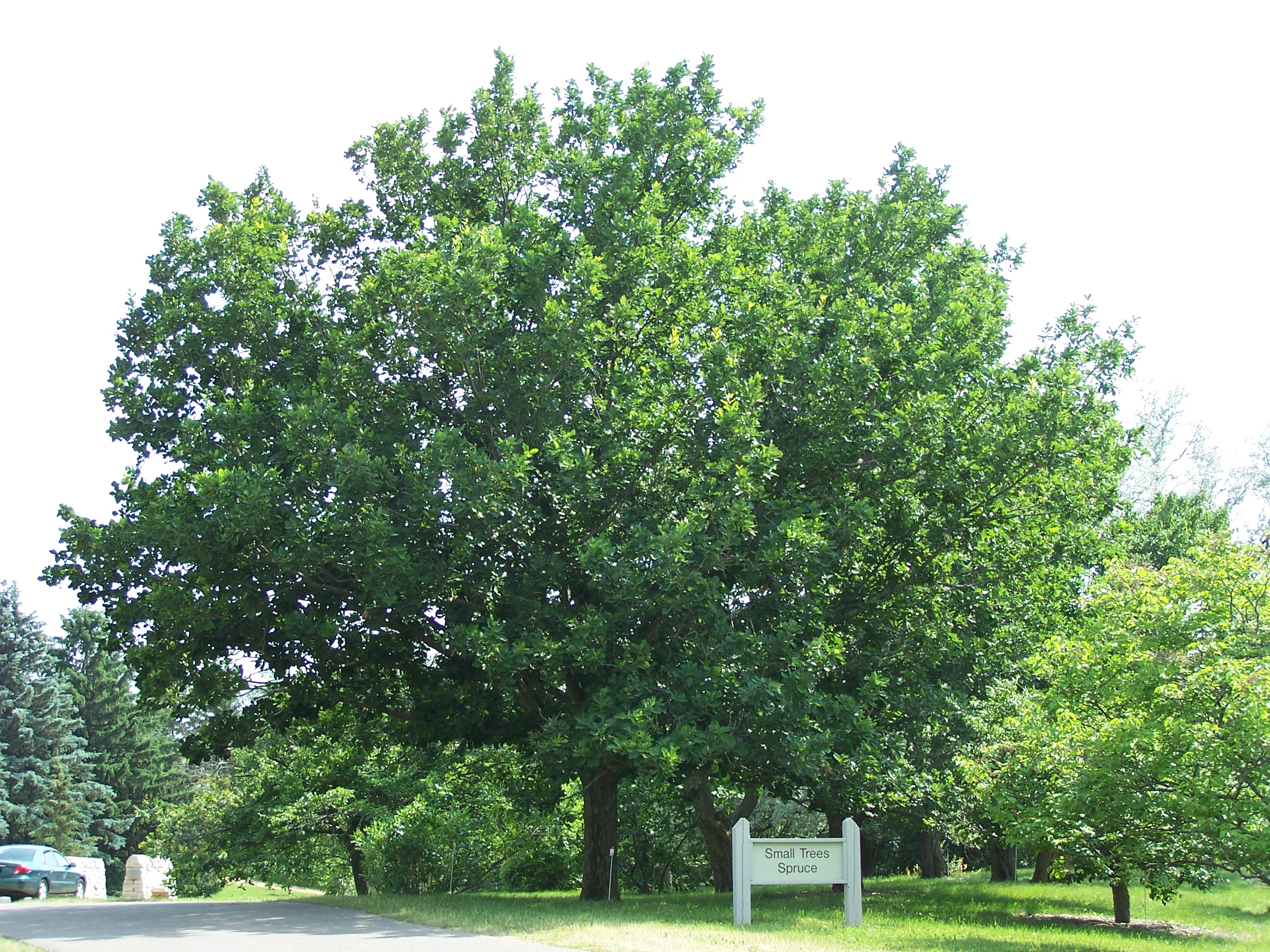
مجموعة من أشجار السنديان
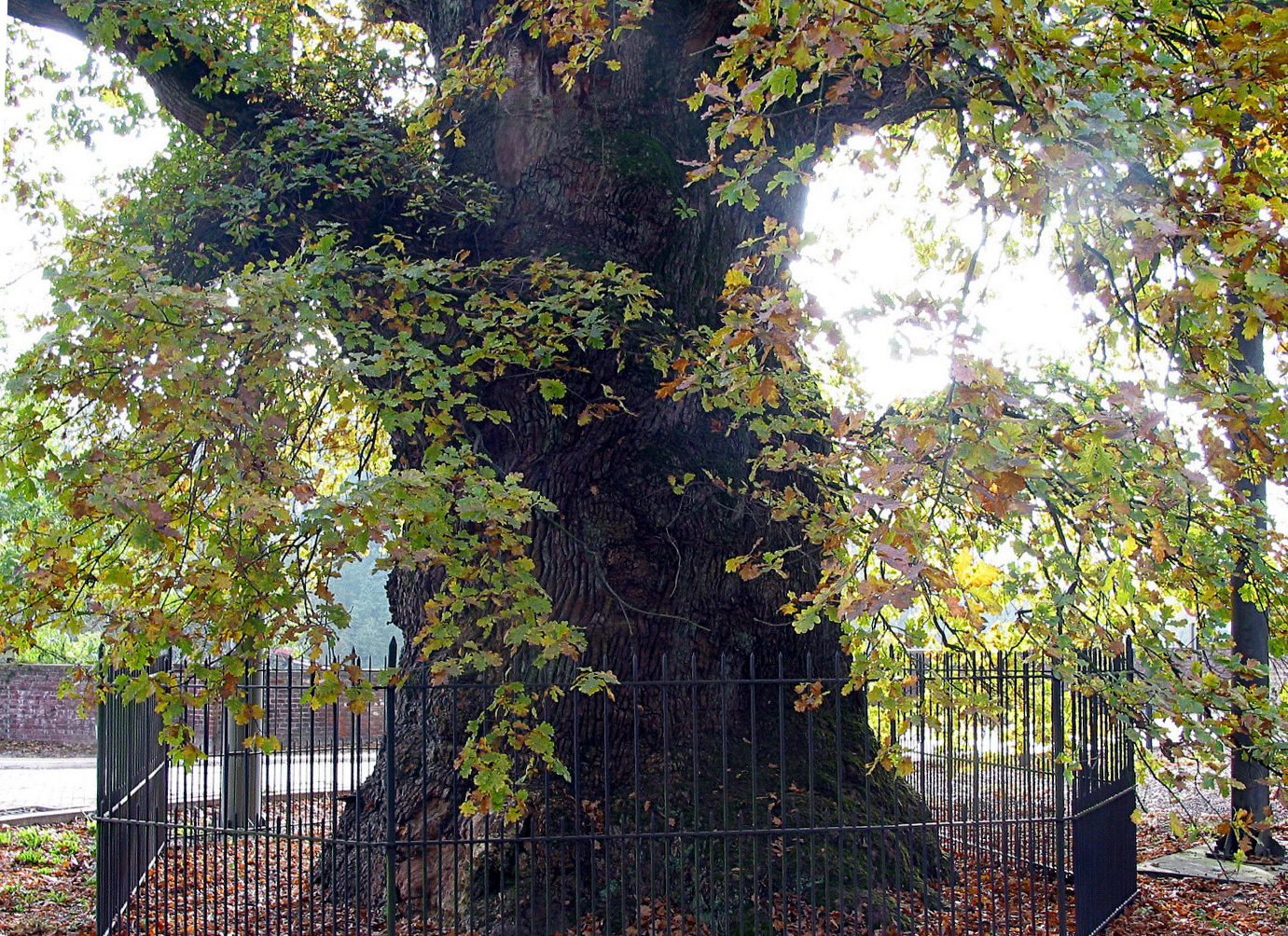
أقدم شجرة سنديان في في بلجيكا.
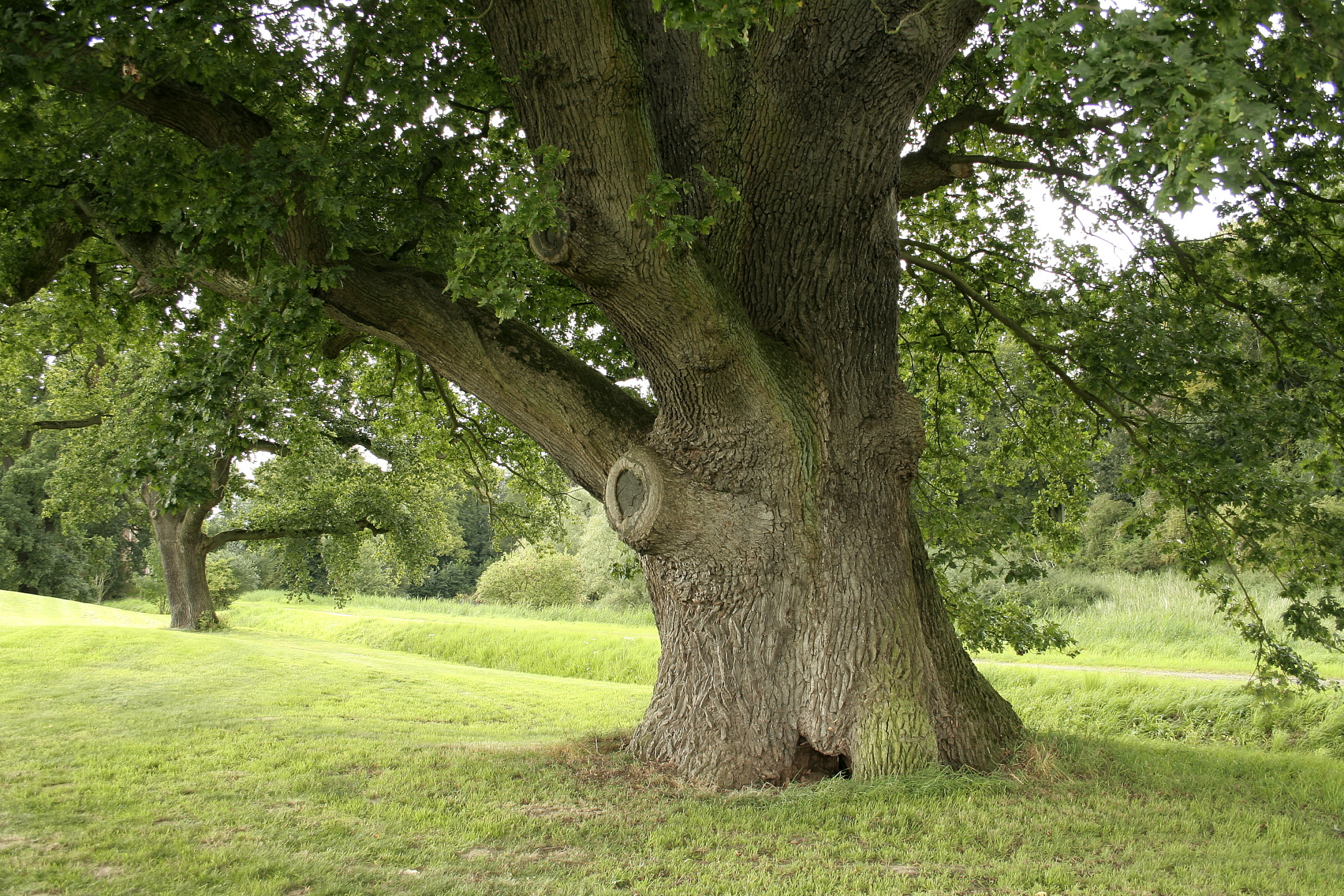
شجرة سنديان في بلجيكا.
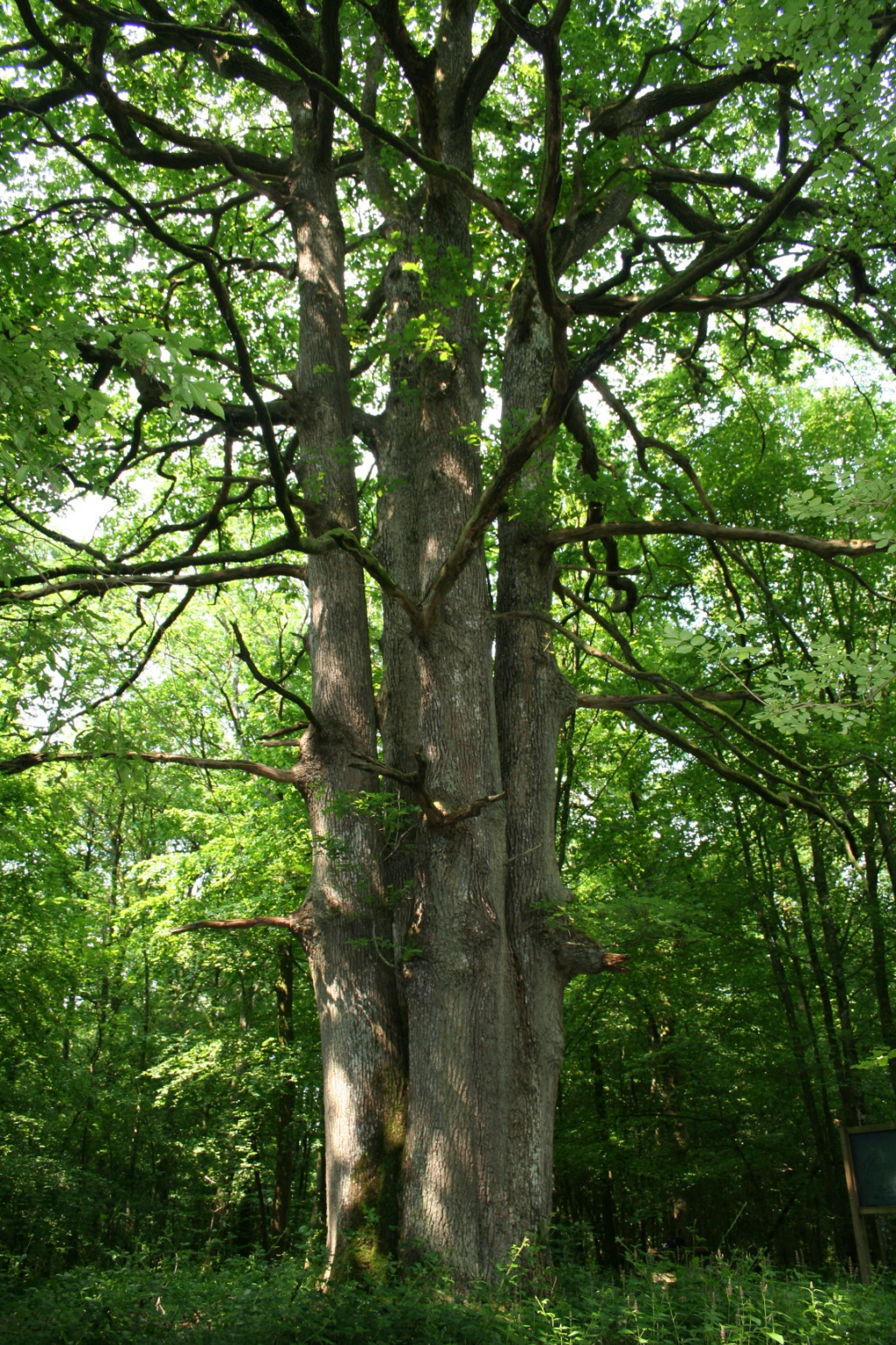
مجموعة أخرى من أشجار السنديان في بلجيكا.
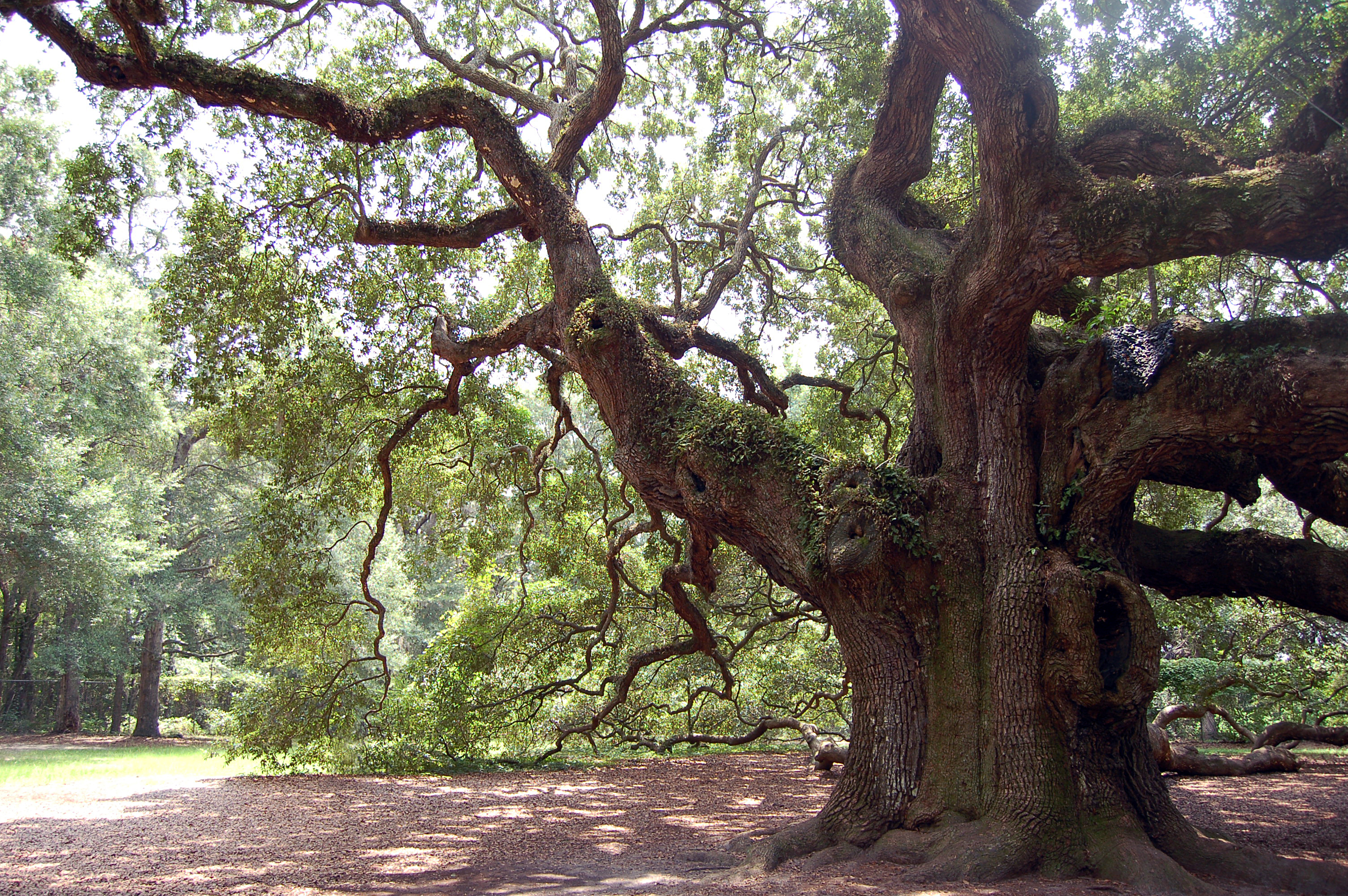
شجرة سنديان في جنوب كارولينا.
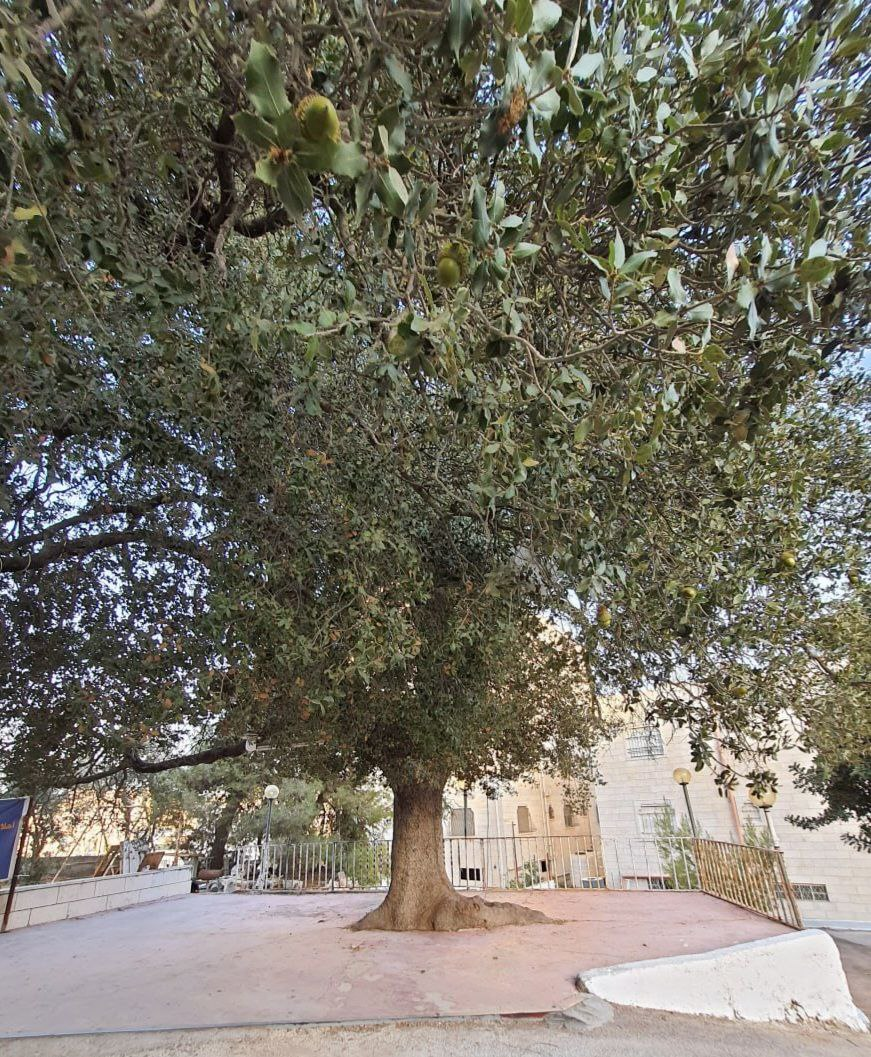
بلوط